# Новий Будків
Новий Будків (біл. вёска Новы Будкаў) — село в складі Червенського району Мінської області, Білорусь. Село підпорядковане Лядівській сільській раді, розташоване в центральній частині області.